# Abraxas shigernaei
Abraxas shigernaei är en fjärilsart som beskrevs av Inoue 1970. Abraxas shigernaei ingår i släktet Abraxas och familjen mätare. Inga underarter finns listade i Catalogue of Life.